# جبرة (اسم)
جبرة هو اسم علم مؤنث من أصل عربي، ومعناه هو سامي الإصل، التعويض أو نطق آخر لجبر.

## وصلات خارجية
- موسوعة السلطان قابوس لأسماء العرب نسخة محفوظة 5 أبريل 2019 على موقع واي باك مشين.